# Тельве-ді-Сопра
Тельве-ді-Сопра (італ. Telve di Sopra, вен. Telve de Sora) — муніципалітет в Італії, у регіоні Трентіно-Альто-Адідже,  провінція Тренто.
Тельве-ді-Сопра розташоване на відстані близько 480 км на північ від Рима, 27 км на схід від Тренто.
Населення — 591 особа (2014).
Щорічний фестиваль відбувається 27грудня. Покровитель — святий Іван Хреститель.

## Демографія
Населення за роками:

Станом на 1 січня 2023 року в муніципалітеті офіційно проживало 29 іноземців з 8 країн, серед них 13 громадян країн Євросоюзу.

## Сусідні муніципалітети
- Борго-Вальсугана
- Палу-дель-Ферсіна
- Тельве
- Торченьйо